# Borîsove, Korop
Borîsove (în ucraineană Борисове) este un sat în comuna Vilne din raionul Korop, regiunea Cernihiv, Ucraina.

## Demografie
Componența lingvistică a localității Borîsove
     Ucraineană (72,73%)
     Rusă (27,27%)
Conform recensământului din 2001, majoritatea populației localității Borîsove era vorbitoare de ucraineană (72,73%), existând în minoritate și vorbitori de rusă (27,27%).